# Автомагістралі Болгарії
Автомагістралі Болгарії є автомагістралями із розділеними напрямками руху, розділеними рівнями на перехрестях так які призначені для руху на високій швидкості. У 2012 році в змінах законодавства визначено два типи автомобільних доріг:
- автомагістралі (болг. Автомагистрала)
- швидкісні дороги (болг. Скоростен път)

Основні відмінності полягають в тому, що автомагістралі мають аварійні смуги та максимально дозволену швидкість 140 км/год, тоді як швидкісні дороги не мають цього та дозволена швидкість на них 120 км/год. На кінець 2018 року усього 800.8 км швидкісних доріг введено в експлуатацію.

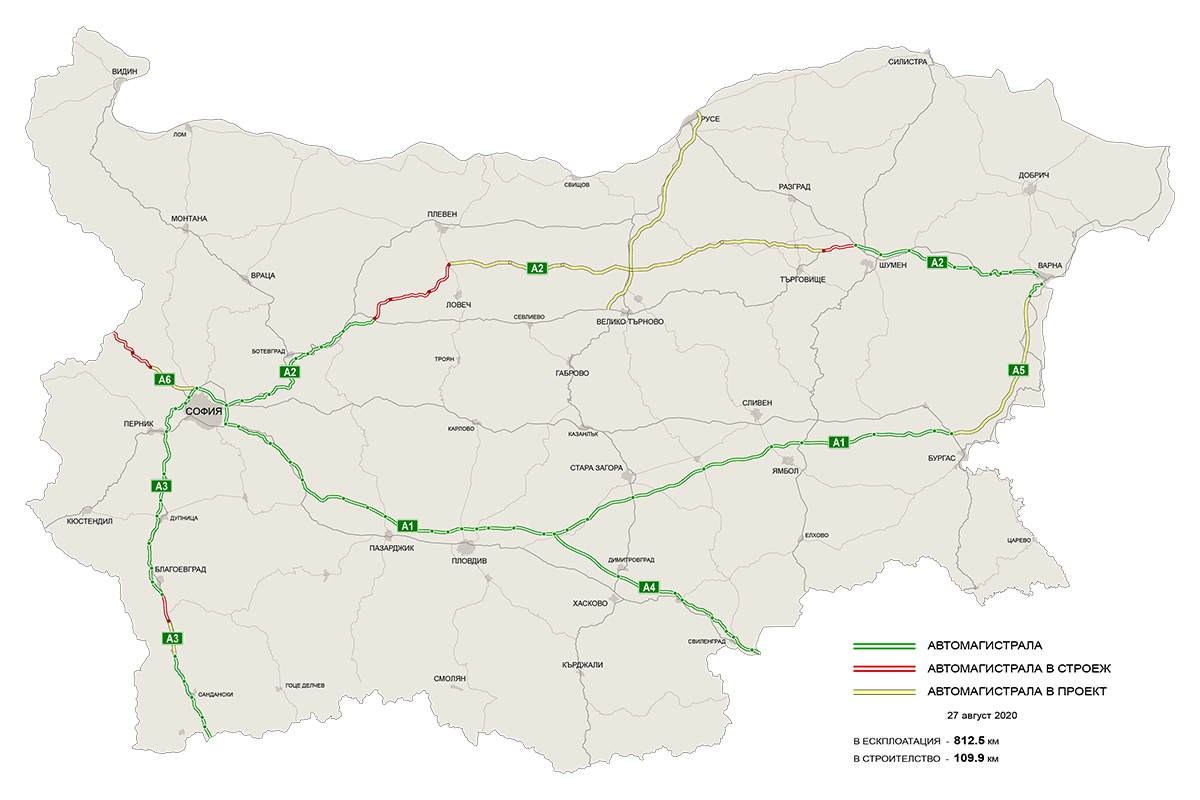
Мережа автомагістралей та швидкісних доріг в Болгарії (серпень 2020)

Взагалі, в Болгарії нема платних доріг, замість цього водій має купити віньєтку, але яка не потрібна для місцевих доріг. Два мости − Нова Європа та Дунайський міст теж платні, обидва через Дунай на кордоні з Румунією. Проте в майбутньому нова система оплати замінить віньєтки. В квітні 2016 року дорожна агенція запустила тендер для введеня системи автоматичної оплати проїзду автодорогою для автівок вагою більше 3.5 тонни, контракт був підписаний в січні 2018 року.

## Автомагістралі
| Автомагістраль      | З              | Маршрут                                                     | До                     | Плани    | В дії    | %       | Будується | Тендер  | Передбачуване завершення               |
| ------------------- | -------------- | ----------------------------------------------------------- | ---------------------- | -------- | -------- | ------- | --------- | ------- | -------------------------------------- |
| Фракія              | Софія          | Пазарджик, Пловдив, Стара Загора, Сливен, Ямбол             | Бургас                 | 360 км   | 360 км   | 100 %   | −         | −       | Завершено                              |
| Гемус               | Софія          | Ботевград, Плевен, Ловеч, Велико-Тирново, Тирговиште, Шумен | Варна                  | 433 км   | 168 км   | 38.8 %  | 25.6 км   | −       | −                                      |
| Струма              | Софія          | Перник, Дупниця, Благоєвград, Санданський                   | Кулата;                | 169 км   | 129 км   | 76.33 % | 12.6 км   | 4.4 км  | Благоевград — Крупник — 1 квартал 2019 |
| Марица              | Чирпан,        | Хасково/Димитровград                                        | Капітан-Андреєво;      | 117 км   | 117 км   | 100 %   | −         | −       | Завершено                              |
| Черно Море          | Варна          | Несебир                                                     | Бургас                 | 103 км   | 10 км    | 9.71 %  | −         | −       | −                                      |
| Європа              | Софія          | Сливниця (Софійська область)                                | Калотина;              | 65 км    | 16.5     | 25.19 % | −         | 31.5    | −                                      |
| Велико-Тирново—Русе | Велико-Тирново | Бяла (Русенська область)                                    | Русе, Дунайський міст; | 118 км   | −        | −       | −         | −       | −                                      |
| Total               |                |                                                             |                        | 1,386 км | 800.5 км | 57.8 %  | 38.2 км   | 35.9 км |                                        |

## Швидкісні дороги
| Швидкісна дорога | З          | Маршрут                 | До                         | Планується | В дії   | %    | Будується | Тендер | Передбачуване завершення |
| ---------------- | ---------- | ----------------------- | -------------------------- | ---------- | ------- | ---- | --------- | ------ | ------------------------ |
| Ботевград—Видин  | Ботевград, | Мездра, Вратця, Монтана | Видин, Нова Європа (міст); | 185 km     | 18.5 km | 10 % | −         | −      | −                        |
| Шумен—Русе       | Шумен,     | Разград                 | Русе, Дунайський міст;     | 110 km     | −       | −    | −         | −      | −                        |

Початок будівництва секції 31.5 км від Ботевграда до Мездри та 12.5 км обхід Мездри очікується у 2013 році. Також у 2012 році був проведений тендер на проект секції між Мездрою та Видином.

## Галерея

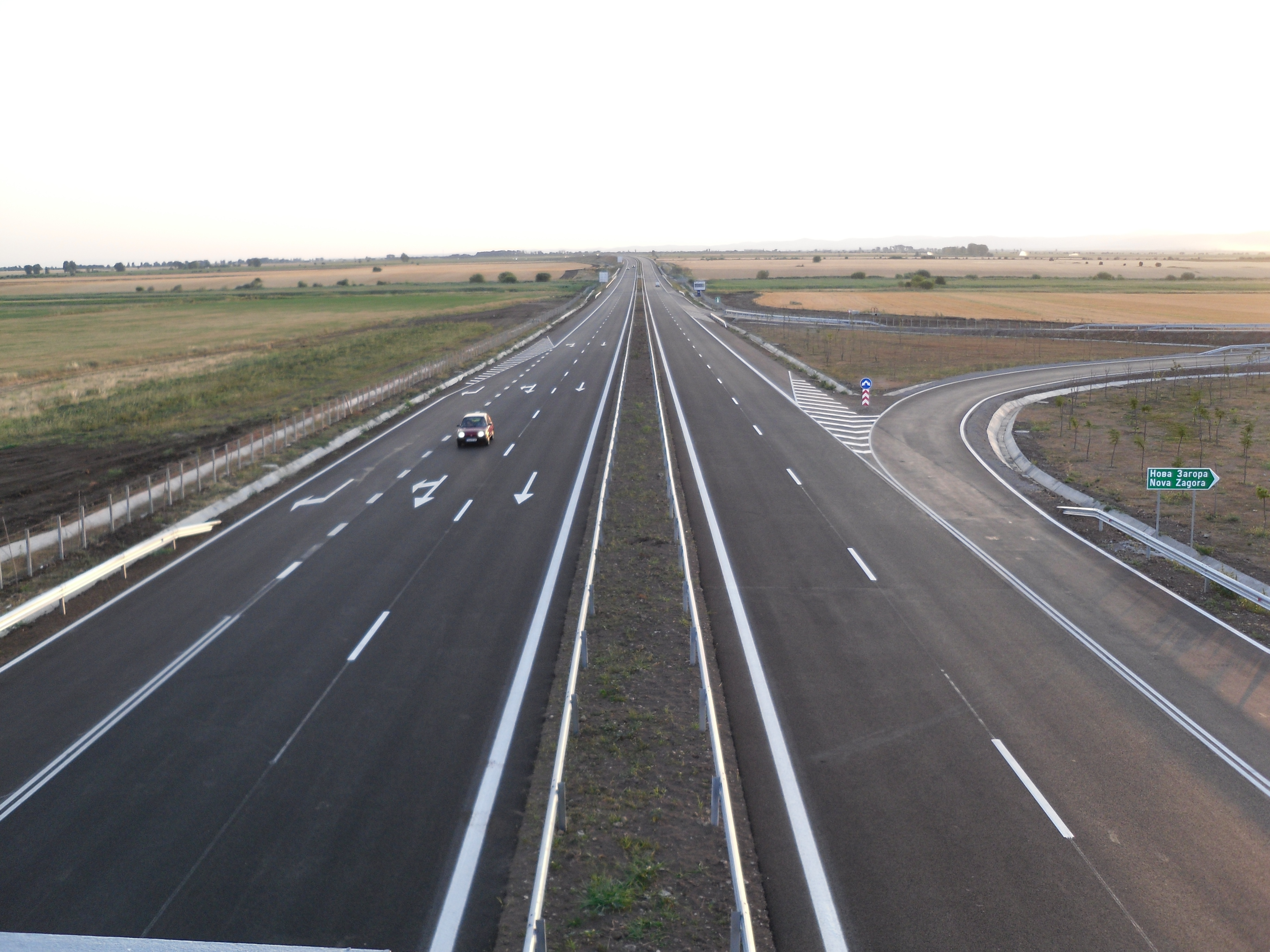
Автомагістраль Тракія біля Нової Загори
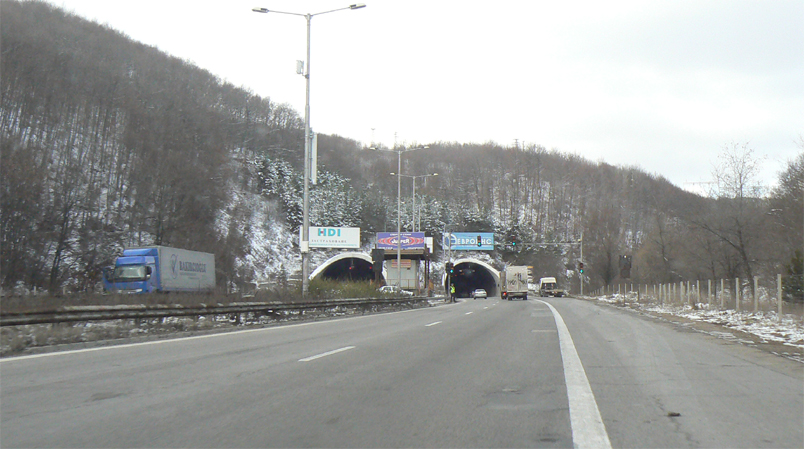
Автомагістраль Тракія біля тунелю Траянових Врат
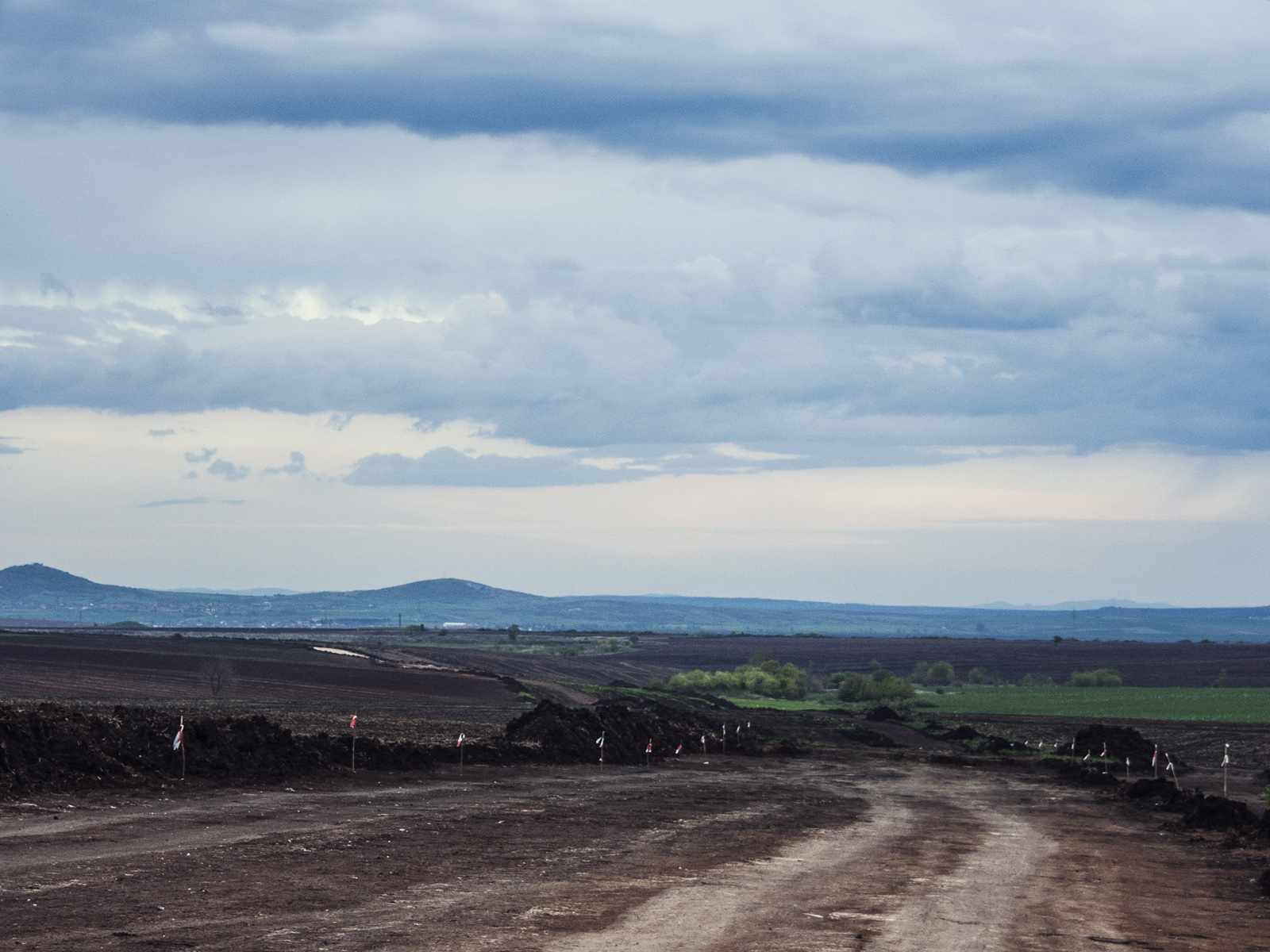
Будівництво автомагістралі Мариця біля міста Чирпан
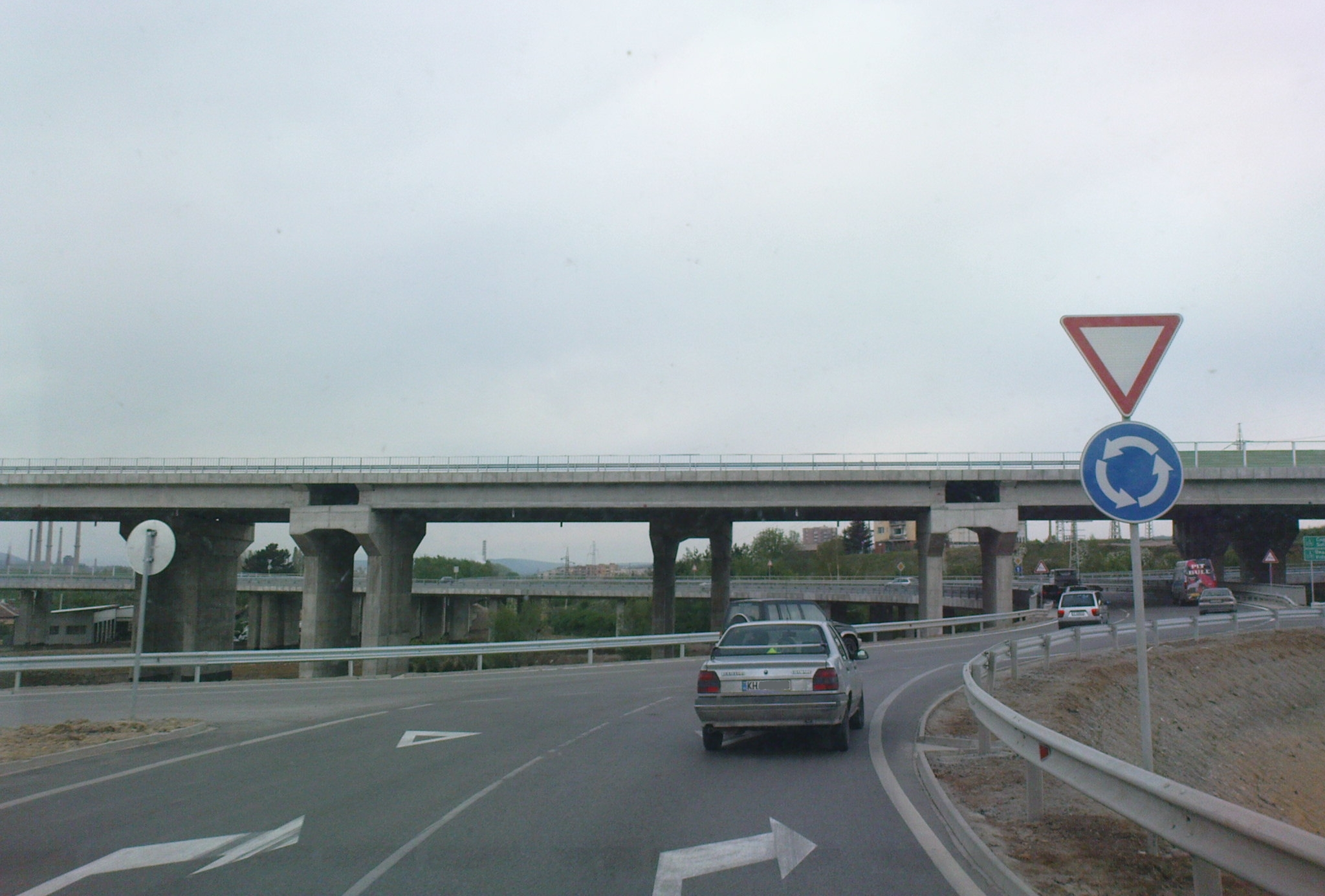
Тунель Люлин біля міста Перник
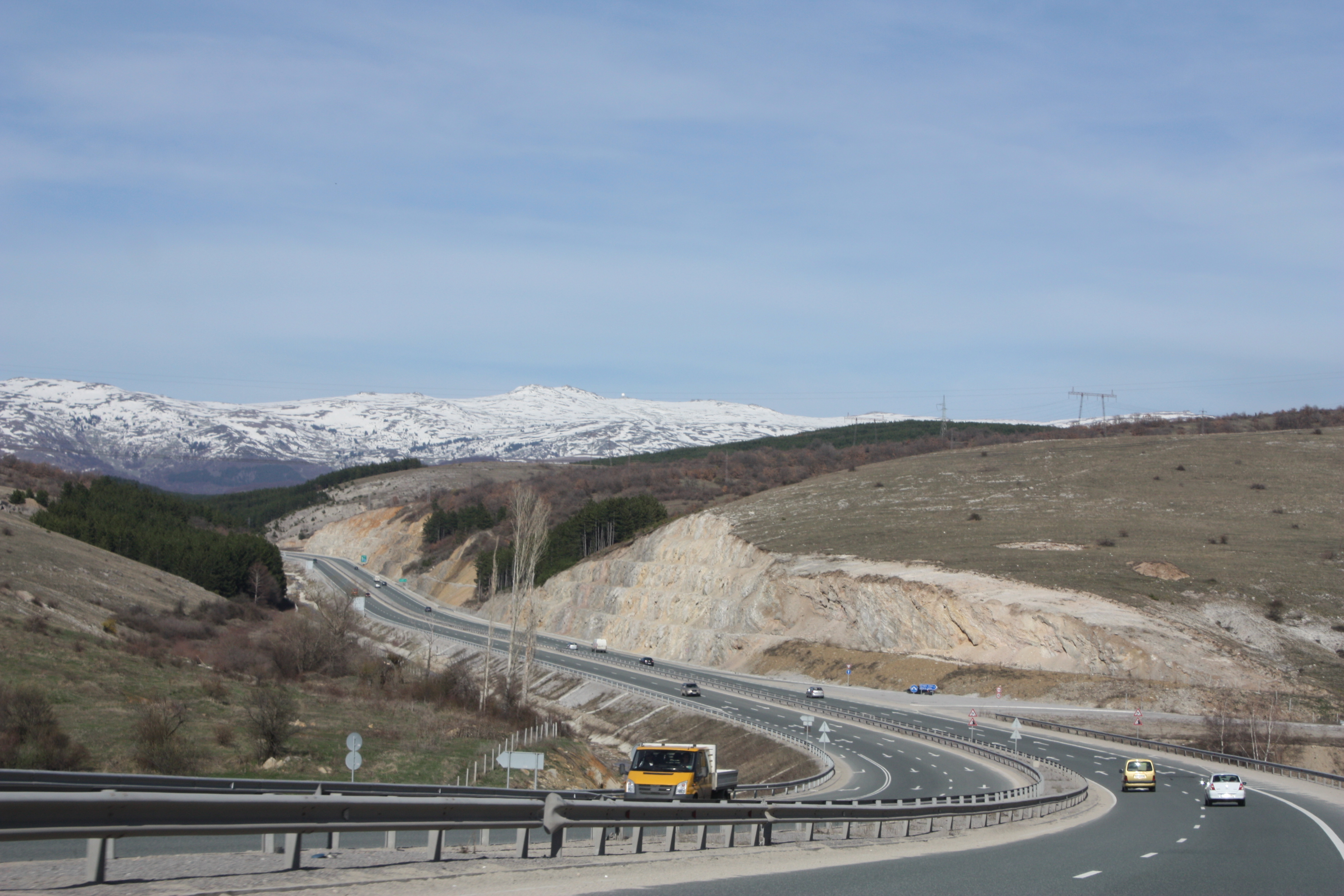
Автомагістраль Струма біля міста Перник